# Jianshe Nongchang (bondby i Kina, Heilongjiang Sheng, lat 47,82, long 127,10)
Jianshe Nongchang (kinesiska: 建设农场) är en bondby i Kina. Den ligger i provinsen Heilongjiang, i den nordöstra delen av landet, omkring 230 kilometer norr om provinshuvudstaden Harbin. Antalet invånare är 13 211. Befolkningen består av 6 508 kvinnor och 6 703 män. Barn under 15 år utgör 10,0 %, vuxna 15-64 år 78 %, och äldre över 65 år 10,0 %.
Runt Jianshe Nongchang är det ganska tätbefolkat, med 149 invånare per kvadratkilometer. Närmaste större samhälle är Haixing, 15,1 km väster om Jianshe Nongchang. Trakten runt Jianshe Nongchang består till största delen av jordbruksmark.
Genomsnittlig årsnederbörd är 1 086 millimeter. Den regnigaste månaden är juli, med i genomsnitt 344 mm nederbörd, och den torraste är januari, med 9 mm nederbörd.